# Primeira Revolta Sérvia

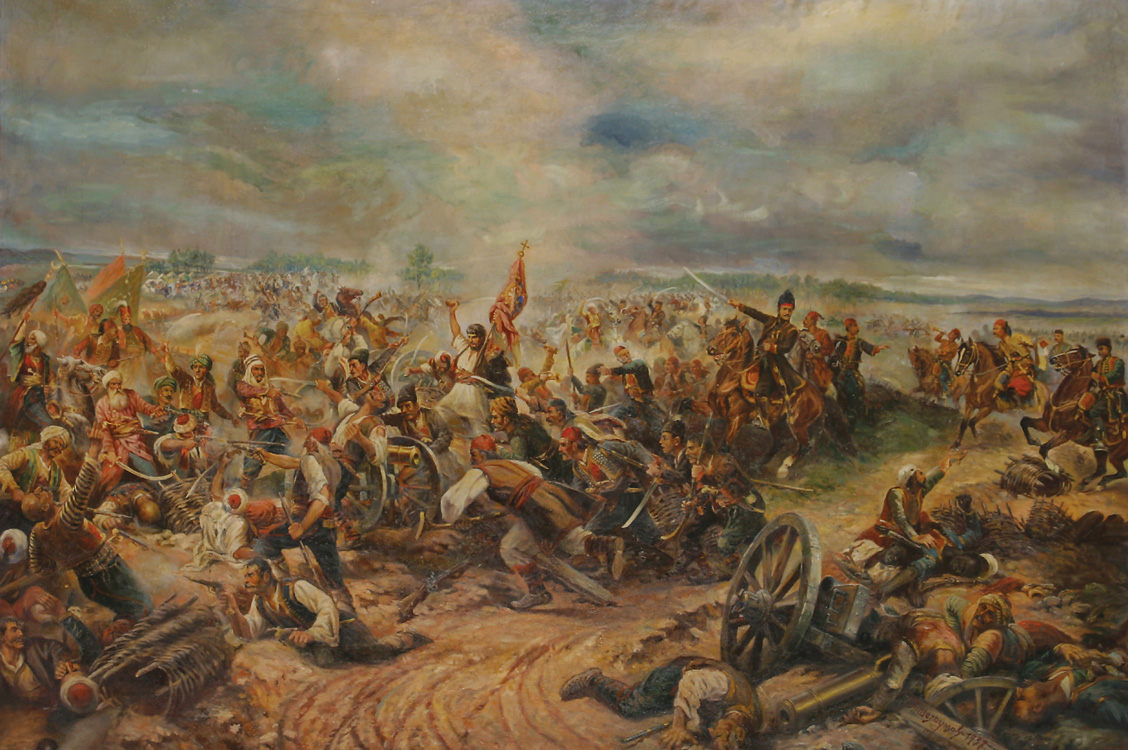
Batalha de Mišar, pintura de Afanasij Šeloumov

A Primeira Revolta Sérvia foi a primeira etapa da revolução sérvia que durou cerca de nove anos e nove meses (1804-1813), durante o qual a Sérvia se percebeu como um estado independente pela primeira vez após 400 anos de domínio otomano e de ocupações austríacas de curta duração. Apesar de ter sido esmagada pelos otomanos em 1813, essa revolução provocou a Segunda Revolta Sérvia em 1815, que resultou na criação da Sérvia moderna (o Principado da Sérvia), como a sua semi-independência a partir de Império Otomano em 1817 (formalmente em 1829).

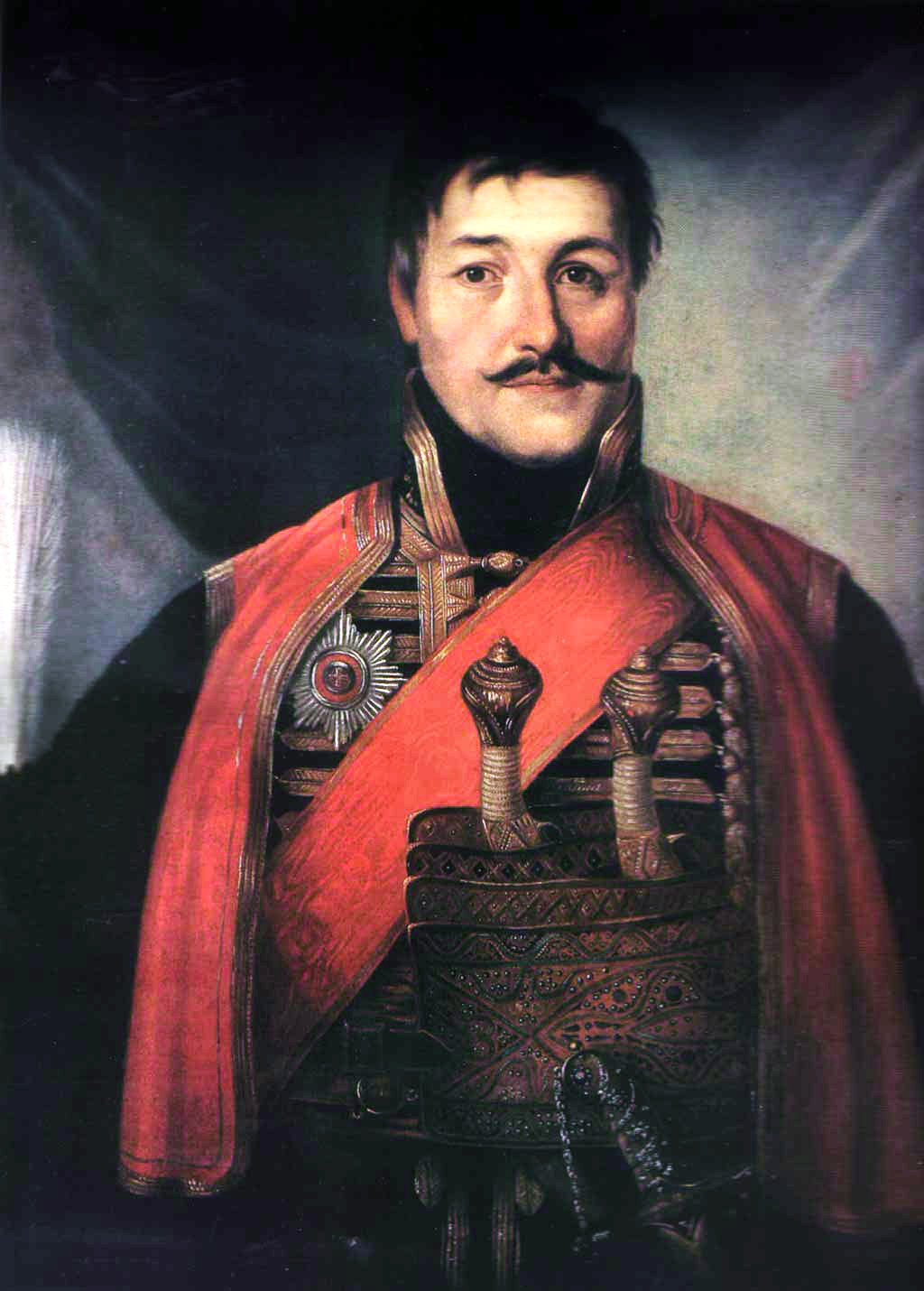
Đorđe Petrović, chamado Karadjordje (Jorge, o Negro), herói da Primeira Revolta Sérvia contra o Império Otomano.

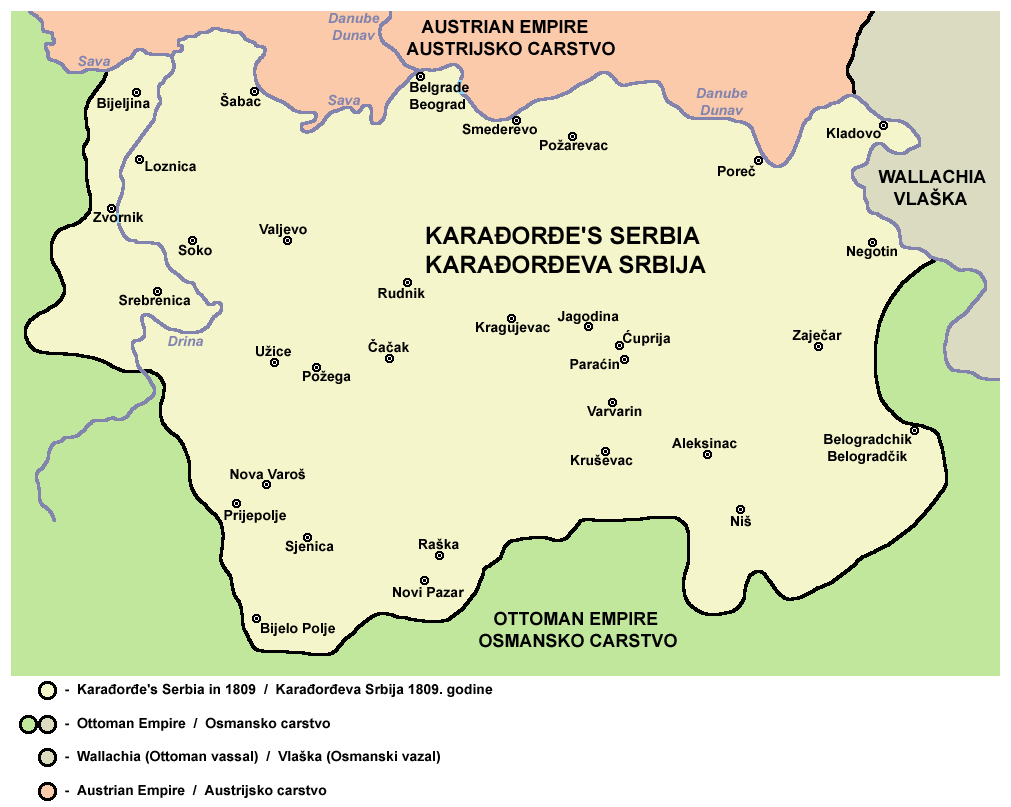
Sérvia em 1809.